# Lijst van gemeentelijke monumenten in Laarbeek
De gemeente Laarbeek heeft 33 gemeentelijke monumenten. Hieronder een overzicht. 

## Aarle-Rixtel
De plaats Aarle-Rixtel kent 19 gemeentelijke monumenten:
| Object               | Bouwjaar | Architect | Locatie                      | Coördinaten                   | Nr.        | Afbeelding        |
| -------------------- | -------- | --------- | ---------------------------- | ----------------------------- | ---------- | ----------------- |
| Boerderij            |          |           | Biezen 5                     | 51° 31' 39" NB, 5° 40' 28" OL | 1659/WN001 | Boerderij         |
| Wegkruis             | 1920     |           | hoek Bosscheweg/Helmondseweg | 51° 30' 24" NB, 5° 39' 2" OL  | 1659/WN002 | Wegkruis          |
| Boerderij            |          |           | Croylaan 4a                  | 51° 30' 27" NB, 5° 36' 52" OL | 1659/WN003 | Boerderij         |
| Kerkhofmuur          |          |           | bij Dorpsstraat 5            | 51° 30' 37" NB, 5° 38' 19" OL | 1659/WN004 | Kerkhofmuur       |
| Cafe                 |          |           | Dorpsstraat 18               | 51° 30' 36" NB, 5° 38' 21" OL | 1659/WN005 | Cafe              |
| Ornament en poort    |          |           | Havenweg 2                   | 51° 30' 46" NB, 5° 39' 5" OL  | 1659/WN006 | Ornament en poort |
| Boerderij            |          |           | Het Laar 8                   | 51° 31' 18" NB, 5° 37' 18" OL | 1659/WN007 | Boerderij         |
| Oude boerderij       |          |           | Het Laar 10                  | 51° 30' 57" NB, 5° 36' 59" OL | 1659/WN008 | Oude boerderij    |
| Boerderij            |          |           | Kasteelweg 5, 7              | 51° 29' 58" NB, 5° 37' 50" OL | 1659/WN009 | Boerderij         |
| Woning in blok van 4 |          |           | Klokkengietersstraat 6       | 51° 30' 43" NB, 5° 38' 60" OL | 1659/WN010 | Upload foto       |
| Woning in blok van 4 |          |           | Klokkengietersstraat 8       | 51° 30' 43" NB, 5° 38' 60" OL | 1659/WN011 | Upload foto       |
| Woning in blok van 4 |          |           | Klokkengietersstraat 10      | 51° 30' 43" NB, 5° 39' 0" OL  | 1659/WN012 | Upload foto       |
| Villa                |          |           | Klokkengietersstraat 12, 14  | 51° 30' 44" NB, 5° 39' 1" OL  | 1659/WN013 | Upload foto       |
| Blok van twee        |          |           | Kouwenberg 19                | 51° 30' 33" NB, 5° 38' 14" OL | 1659/WN014 | Upload foto       |
| Blok van twee        |          |           | Kouwenberg 21                | 51° 30' 33" NB, 5° 38' 14" OL | 1659/WN015 | Upload foto       |
| Woonhuis             |          |           | Kouwenberg 31                | 51° 30' 34" NB, 5° 38' 11" OL | 1659/WN016 | Upload foto       |
| Boerderij            |          |           | Laag Strijp 26               | 51° 30' 14" NB, 5° 37' 56" OL | 1659/WN017 | Boerderij         |
| Woonhuis             |          |           | Lieshoutseweg 72             | 51° 30' 32" NB, 5° 37' 19" OL | 1659/WN018 | Upload foto       |
| Winkelwoonhuis       |          |           | Wilhelminalaan 2, 4          | 51° 30' 41" NB, 5° 38' 43" OL | 1659/WN019 | Upload foto       |

## Beek en Donk
De plaats Beek en Donk kent 10 gemeentelijke monumenten:
| Object             | Bouwjaar | Architect | Locatie                  | Coördinaten                   | Nr.        | Afbeelding     |
| ------------------ | -------- | --------- | ------------------------ | ----------------------------- | ---------- | -------------- |
| Familiegraven      |          |           | Dr. Timmerslaan 64       | 51° 31' 31" NB, 5° 37' 40" OL | 1659/WN020 | Upload foto    |
| Boerderij          |          |           | Gemertseweg 5            | 51° 31' 53" NB, 5° 38' 49" OL | 1659/WN021 | Upload foto    |
| Villa              |          |           | Herendijk 41             | 51° 32' 21" NB, 5° 36' 60" OL | 1659/WN022 | Upload foto    |
| Voorgevel klooster |          |           | Heuvelplein 57- 65       | 51° 31' 43" NB, 5° 38' 2" OL  | 1659/WN023 | Upload foto    |
| Winkelwoonhuis     |          |           | Heuvelplein 69           | 51° 31' 45" NB, 5° 37' 59" OL | 1659/WN024 | Winkelwoonhuis |
| Blok van twee      |          |           | Julianastraat 4          | 51° 32' 28" NB, 5° 37' 59" OL | 1659/WN025 | Upload foto    |
| Villa              |          |           | Kapelstraat 3            | 51° 32' 25" NB, 5° 37' 46" OL | 1659/WN026 | Upload foto    |
| Woonhuis           |          |           | Kapelstraat 22           | 51° 32' 26" NB, 5° 37' 37" OL | 1659/WN027 | Upload foto    |
| Villa              |          |           | Pater de Leeuw straat 19 | 51° 32' 32" NB, 5° 37' 38" OL | 1659/WN028 | Upload foto    |
| Boerderij          |          |           | Vonderweg 2              | 51° 32' 55" NB, 5° 38' 6" OL  | 1659/WN029 | Upload foto    |

## Lieshout
De plaats Lieshout kent 3 gemeentelijke monumenten:
| Object                         | Bouwjaar | Architect | Locatie        | Coördinaten                   | Nr.        | Afbeelding  |
| ------------------------------ | -------- | --------- | -------------- | ----------------------------- | ---------- | ----------- |
| Gebint en kelder van boerderij |          |           | Achterbosch 11 | 51° 30' 38" NB, 5° 34' 14" OL | 1659/WN030 | Upload foto |
| Villa                          |          |           | Dorpstraat 2   | 51° 31' 7" NB, 5° 35' 43" OL  | 1659/WN031 | Upload foto |
| Boerderij                      |          |           | Herendijk 12   | 51° 31' 60" NB, 5° 35' 59" OL | 1659/WN032 | Upload foto |

## Mariahout
De plaats Mariahout kent 1 gemeentelijk monument:
| Object | Bouwjaar | Architect | Locatie       | Coördinaten                   | Nr.        | Afbeelding  |
| ------ | -------- | --------- | ------------- | ----------------------------- | ---------- | ----------- |
| Woning |          |           | Rooijseweg 15 | 51° 32' 33" NB, 5° 33' 58" OL | 1659/WN033 | Upload foto |

's-Hertogenbosch ·
Alphen-Chaam ·
Altena ·
Asten ·
Baarle-Nassau ·
Bergeijk ·
Bergen op Zoom ·
Bernheze ·
Best ·
Bladel ·
Boekel ·
Boxtel ·
Cranendonck ·
Deurne ·
Dongen ·
Drimmelen ·
Eersel ·
Eindhoven ·
Etten-Leur ·
Lijst van gemeentelijke monumenten in Geertruidenberg ·
Geldrop-Mierlo ·
Gemert-Bakel ·
Gilze en Rijen ·
Goirle ·
Halderberge ·
Heeze-Leende ·
Helmond ·
Heusden ·
Hilvarenbeek ·
Laarbeek ·
Land van Cuijk ·
Maashorst ·
Meierijstad ·
Moerdijk ·
Nuenen, Gerwen en Nederwetten ·
Oirschot ·
Oisterwijk ·
Oosterhout ·
Oss ·
Reusel-De Mierden ·
Roosendaal ·
Someren ·
Son en Breugel ·
Lijst van gemeentelijke monumenten in Steenbergen ·
Tilburg ·
Valkenswaard ·
Vught ·
Waalre ·
Waalwijk ·
Woensdrecht ·
Zundert